# Brasil Novo
Brasil Novo är en kommun i Brasilien.   Den ligger i delstaten Pará, i den centrala delen av landet, 1 500 km norr om huvudstaden Brasília. Antalet invånare är 17 960. Arean är 6 362 kvadratkilometer.
Terrängen i Brasil Novo är lite kuperad.
I omgivningarna runt Brasil Novo växer i huvudsak städsegrön lövskog. Runt Brasil Novo är det mycket glesbefolkat, med 3 invånare per kvadratkilometer.